# Israel Aerospace Industries
Israel Aerospace Industries - IAI (Hebrejsko: התעשייה האווירית לישראל ha-ta'asija ha-avirit le-jizra'el) je izraelsko letalskovesoljsko in obrambno podjetje, ki je v lasti Izraelske vlade. Podjetje ima okrog 16 tisoč zaposlenih. 

## Izdelki

### Civilna letala
- Arava: majhno STOL transportno letalo
- Westwind: reaktivno poslovno letalo
- Astra/Galaxy: reaktivno poslovno letalo, trenutno jih proizvaja Gulfstream Aerospace kot G100/G200
- IAI Avocet ProJet: zelo lahek reaktivec (preklican)[1]

- Konverzija potniških letal v tovorna:
  - B737-300
  - B737-400
  - B737-700[2]
  - B767-200
  - B767-300
  - B747-200
  - B747-400

- Drugo
  - Flight Guard - infrardeči protukrep za obrambno pred človeško prenosljivimi protiletalskimi raketami[3]

### Vojaška letala
- 377M Anak - konverzija v transportno letalo[4]
- Lavi - izraelski projekt reaktivnega lovca, kasneje preklican[5]
- Kfir - reaktivno lovsko letalo
- Nammer - Izboljšan Kfir
- Nesher - reaktivno lovsko letalo razvito iz Miraga 5
- ELTA-ELI-3001 - AISIS - Airborne Integrated SIGINT System.

### Brezpilotna letala
- - Pioneer (skupaj z ZDA)
  - RQ-5 Hunter (skupaj z ZDA)
  - Heron
  - Harpy
  - Eitan
  - I-View
  - Harop
  - Ranger
  - Scout
  - Searcher
  - Bird-Eye
  - Panther
  - Ghost

### Vojaški sistemi
- Rafael Python 5 - raketa zrak-zrak (skupaj z Rafael Advanced Defense Systems Ltd.)
- Modernizacija lovcev F-16, F-15, MiG-21
- Modernizacija helikopterjev CH-53
- Avionika za helikopterje Ka-50-2 Erdogan, v sodelovanju s podjetjem Kamov
- Phalcon
- Eitam
- Griffin LGB - sistem za pretvorbo novedenih bomb v precizno vodene

### Drugo
- Oklepni buldožer IDF Caterpillar D9, možna tudi verzija na daljinsko upravljanje
- IAI JUMPER[6] (See also XM501 Non-Line-of-Sight Launch System)
- Taxibot [7][8]

### Plovila
- Super Dvora Mk III razred patruljnih čolnov[9]
- Super Dvora Mk II razred patruljnih čolnov
- Dvora razred patruljnih čolnov
- Dabur razred patruljnih čolnov

### Raketni sistemi
- Arrow - raketni protibalistični sistem
- Arrow 3 - raketni protibalistični sistem
- Barak 1 - raketa površje-zrak
- Barak 8 - raketa površje-zrak (razvita skupno z indijskim DRDO)
- Gabriel - protiladijska raketa
- Iron Dome - sistem za zračno obrambo
- LAHAT - protitankovska raketa
- LORA
- Nimrod - raketa zrak-površje, ali pa površje-površje

### Vesoljski izdelki
- Amos (satelit)
  - Intelsat 24
  - Amos-2
  - Amos-3
  - Amos-4
  - Amos-6
- EROS (satelit)
  - EROS A
  - EROS B
- Ofeq
  - Ofek-7
  - Ofek-9
  - Ofek-10
- RISAT-2 satelit
- Šalom (satelit)
- Šavit nosilna raketa
- TecSAR izvidniški satelit[10]
- VENuS satelit